# Сухонойский сельсовет
Сухонойский сельсовет — сельское поселение в Уярском районе Красноярского края.
Административный центр — село Сухоной.
Выделен в 1989 году из Сушиновского сельсовета.

## История
Статус и границы сельского поселения установлены Законом Красноярского края от 18 февраля 2005 года № 13-3040 «Об установлении границ и наделении соответствующим статусом муниципального образования Уярский район и находящихся в его границах иных муниципальных образований»

## Население
| 2010 | 2012 | 2013 | 2014 | 2015 | 2016 | 2017 |
| ---- | ---- | ---- | ---- | ---- | ---- | ---- |
| 443  | ↘434 | ↗439 | ↘419 | ↘417 | ↗427 | ↘414 |

## Состав сельского поселения
В состав сельского поселения входит один населённый пункт — село Сухоной.

## Местное самоуправление
Сухонойский сельский Совет депутатов
Дата избрания: 14.03.2010. Срок полномочий: 5 лет. Количество депутатов:  7
Глава муниципального образования
- Емельянов Павел Михайлович. Дата избрания: 14.03.2010. Срок полномочий: 5 лет

## Известные уроженцы
- Иванов, Георгий Степанович (1901—1970) — советский военачальник, полковник.
- Кулешов, Павел Николаевич (1908—2000) — советский военачальник, маршал артиллерии, Герой Социалистического Труда.